# 버뮤다 증권거래소
버뮤다 증권거래소(Bermuda Stock Exchange, BSX)는 1971년에 설립되었으며 버뮤다 해밀턴에 위치하고 있다. 이 증권거래소의 2010년 '연말 검토' 보고서에 따르면 총 시가총액(뮤추얼 펀드 제외)은 미화 3,190억 달러에 이르다.
이 거래소는 주식, 채권, 상호 펀드(헤지펀드 구조 포함), 예탁 수령 프로그램 등 자본 시장 상품의 상장 및 거래를 전문으로 한다.
BSX는 호주의 외국인 투자 기금 과세 규정에 따라 승인된 증권 거래소 지위를 부여받았으며, 2005년 9월 1일부터 영국 금융 서비스 당국에 의해 지정 투자 거래소 지위를 부여 받았다. ISO(국제 표준화 기구)의 ISO 10383에 정의된 대로 BSX를 식별하는 데 사용되는 고유한 4개의 기호 영숫자 시장 식별 코드(MIC)는 XBDA이다.